# Mandelgave
Mandelgaven er en gave til den, der finder den hele mandel i risalamanden eller i risengrøden.  
I gamle dage var gaven tit en marcipangris eller lidt slik, men nu om dage bruger man alt fra lommelygter til rosiner. Flere steder i landet har der også været tradition for at vinderen af mandelgaven fik retten til at uddele den første julegave.
Mandelgaven er en fast tradition hos mange familier, og i særdeleshed ved børnefamilier. Ved børnefamilierne bliver der "snydt" i stor grad, med enten at putte en mandel i hver af børnenes grød, eller give alle børnene en gave.
Det er ofte et problem at købe en mandelgave, da gaven skal kunne vindes af alle fra oldemor til barnebarn. Derfor vælger mange den traditionelle marcipangris.  